# Turn My Back on You
Singles de Sade
Nothing Can Come Between Us
(1988) Haunt Me (en)
(1989)
Clip vidéo
[vidéo] « Turn My Back on You », sur YouTube
Turn My Back on You est une chanson du groupe britannique Sade, parue sur leur troisième album studio Stronger Than Pride (1988) et sortie le 14 novembre 1988 chez Epic Records en tant que quatrième single de l'album. 
La chanson est écrite par Sade Adu, Andrew Hale et Paul S. Denman. Turn My Back on You a notamment atteint la 12e place du classement Billboard Hot Black Songs.

## Accueil critique
Sophie Heawood du journal britannique The Guardian écrit à propos de Turn My Back on You : « Ancrée par une ligne de basse qui semble pouvoir durer éternellement, la touche légère de Sade définit cela. La désinvolture de la chanteuse laisse transparaître sa dévotion, mais tout est dans les détails : la pause cruciale dans la façon dont elle chante « You are my ... religion », par exemple ». Frank Guan du site Vulture écrit : « Des paroles compliquées ne feraient qu'entraver cette ligne de basse massive. Sade s'en tient à de simples professions de foi et laisse à Paul Denman le soin de mener la barque ».

## Liste des titres
| A. | Turn My Back on You (re-mix) | 4:11 |
| B. | Keep Looking                 | 5:21 |

| 1. | Turn My Back on You (extended re-mix) | 6:09 |
| 2. | Turn My Back on You (Heff's Mix)      | 7:06 |
| 3. | Keep Looking                          | 5:21 |

## Crédits
- Sade Adu – chant
- Andrew Hale – claviers
- Paul Denman (en) – basse
- Stuart Matthewman – guitare, saxophone

## Classements hebdomadaires
| Classement (1988–89)              | Meilleure position |
| --------------------------------- | ------------------ |
| États-Unis (Hot Black Singles)    | 12                 |
| États-Unis (Cash Box Top 100 R&B) | 13                 |